# Thomas Hoffmann (Politiker, 1979)

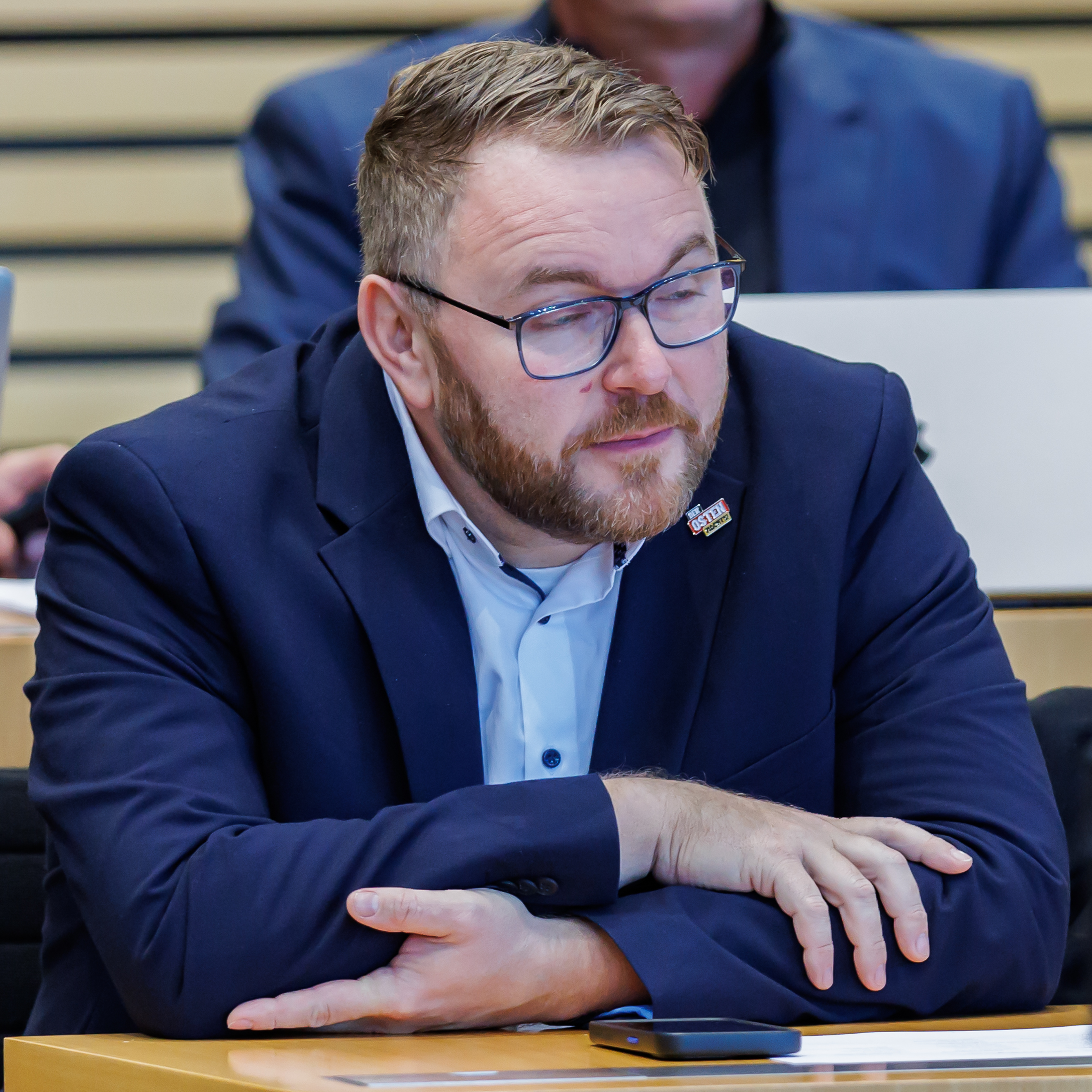
Thomas Hoffmann (2024)

Thomas Hoffmann (* 1979 in Altenburg) ist ein deutscher Politiker (AfD). Er ist seit 2024 Mitglied des Thüringer Landtags.

## Leben
Hoffmann erlangte den Realschulabschluss in Meuselwitz. Anschließend absolvierte er eine Ausbildung zum Maler und Lackierer; später folgte eine Ausbildung zum Meister. Er war als Bodenleger und Trockenbauer sowie als Maler- und Lackierermeister selbstständig. Bis zu seinem Einzug in den Landtag 2024 war er als Mitarbeiter im Wahlkreisbüro des Bundestagsabgeordneten Stephan Brandner tätig.

## Politik
Hoffmann ist seit 2019 Mitglied des Kreistags des Landkreises Altenburger Land; er fungiert als Vorsitzender der dortigen AfD-Fraktion. Zudem ist er seit 2019 Mitglied des Stadtrats von Meuselwitz. 2021 kandidierte er erfolglos bei der Bürgermeisterwahl in Meuselwitz.
Bei der Landtagswahl in Thüringen 2024 wurde Hoffmann über das Direktmandat im Wahlkreis Altenburger Land I in den Landtag gewählt.